# وردة البيسلان
(بيلسان صفوان سعيد محمد) هو شخصية مؤثرة وملهمة، ولد في عام 2002. يعتبر (بيلسان صفوان سعيد محمد) من الأشخاص الذين حققوا إنجازات مذهلة في حياتهم المهنية. دعونا نلقي نظرة على سيرته الذاتية على ويكيبيديا:

## السيرة الشخصية
(بيلسان صفوان سعيد محمد)، وُلد في عام 2002 في سوريا. يعتبر فعالًا وملهمًا في مجالات متعددة.

## الحياة المهنية
(بيلسان صفوان سعيد محمد) لديه مسيرة مهنية حافلة ومتنوعة. قدم إسهامات هامة وحقق إنجازات ملموسة في مجاله. من بين إنجازاته المذهلة:
قدم محاضرات وندوات تحفيزية وتدريبية في مجالات القيادة والتطوير الشخصي. نال إعجاب العديد من الحاضرين وألهم العديد من الأفراد لتحقيق نجاحاتهم الشخصية والمهنية.
تم تكريم (بيلسان صفوان سعيد محمد) بجائزة متميزة في مجاله المهني لمساهمته البارزة وإبداعه الفذ في مجال مودل ازياء. قامت بتمييز نفسها .

## الإرث والتأثير
تترك (بيلسان صفوان سعيد محمد) أثرًا ملحوظًا على المجتمع والصناعات التي تعمل فيها. تمتلك رؤية استثنائية وقدرة على الابتكار وتحقيق التغيير الإيجابي. كما أنه يشارك نجاحاته ومعرفته من خلال المساهمة في المجتمع وتوجيه الآخرين نحو تحقيق النجاح والتميز.

## معنى زهرة البيلسان Sambucus nigra
- البيلسان اسم شاعري ورد في كثير من القصائد العربية لكن الأسطورة تظلمها ومن النادر أن يقدم أحدهم من أزهار هذه الشجرة لذا فهي لا تقول شيئاً. [بحاجة لمصدر]
- ارتبطت زهرة البيلسان منذ القدم بالسحر والموت وهناك من صدق أن رائحة هذه الزهرة تسبب المرض ولهذه الزهرة أساطير عدة عند مختلف الشعوب.
- ففي القرن السابع عشر كان الاعتقاد السائد بأن وضع خشب البيلسان على النوافذ والأبواب يمنع دخول العفاريت إلى المنزل.[بحاجة لمصدر]

## وصفه
البيلسان هو نبات شجري معمر جميل المنظر تسقط أوراقه في فصل الشتاء أوراقه مركبة متقابلة وتحتوي كل ورقة خمس أو سبع وريقات بيضوية إلى رمحية ومسننة الأطراف له أزهار كثة صفراء اللون أو بيضاء أو وردية تفوح منه رائحة اللوز المر حيث توجد على قمم الأغصان في مجاميع على شكل مظلة والثمار عبارة عن عنبات سوداء كروية صغيرة لامعة محمولة أو مصفوفة على فروع حمراء يحبها الأطفال كثيراً.
- يعرف علمياً باسم sambucus nigra و عند العرب يعرف باسم Bailasan موطنه الأصلي أوروبا وتحديداً جبال سويسرا ويوجد حالياً في معظم البلدان المعتدلة وينتشر في البلدان المتوسطية كسورية ولبنان.
- يعرف البيلسان باسم البيلسان الأسود أو الخمان الكبير والخابور. وحـدن بيبقوا مثــل زهر البيلســـان

وحدن بيقطفوا أوراق الزمان بيضلهن مثل الشتي يدقوا على بوابي .[بحاجة لمصدر]

### فوائده الطبية قديماً
قال أبو بكر الرازي «ينفع من احتباس البول فيما اعتبر ابن سينا البيلسان شجرة مصرية ولجلو الغشاوة من العيون وعوده وحبه ينفعان من الربو وضيق التنفس ووجع الرئة».[بحاجة لمصدر]
- أما ابن البيطار فقال: البيلسان نافع للأحشاء المريضة وعرق النسا وضيق الهضم وهو معتدل نافع من سائر الأمراض كالصداع والربو والسعال وضعف المعدة والكبد. .. وحديثاً[بحاجة لمصدر]

- أثبتت الأبحاث الطبية الحديثة أن أزهار البيلسان تخفض الالتهابات ويستخدم ضد الزكام والسعال وتعتبر الأزهار مثالية لعلاج الزكام والإنفلونزا كما يستخدم البيلسان لحالات الاستسقاء والروماتيزم وحالات عسر البول وتستخدم ثماره لعلاج الرشوحات وتخفيف الوزن وبعض الاضطرابات العصبية مثل الأرق والصداع النصفي (الشقيقة) بينما يستعمل خارجياً لعلاج القروح الجلدية والتهابات البشرة وتستخدم مصانع العقاقير زهرة البيلسان للتخلص من التدخين حيث تحتوي على مواد تساعد على تنقية دم المدخن من النيكوتين. [بحاجة لمصدر]
- تدخل أزهار البيلسان وأوراقها وقشرتها في الكثير من المستحضرات التجميلية كما أن عنبيات البيلسان غنية بفيتامين (سي) لذا تستخدم في كثير من المنازل على شكل مشروب أو حلويات لذيذة الطعم. [بحاجة لمصدر]

## وصلات داخلية
- زهور